# Pelican (band)
Pelican is een Amerikaanse metalband.
De band werd in 2001 opgericht in Chicago, Illinois en staat bekend om haar zware en logge nummers die meestal langer dan vijf minuten duren. Vanwege het ontbreken van een zanger wordt de band wordt over het algemeen als postrock of postmetal aangeduid, hoewel de muzikanten zelf geen label op hun muziek willen plakken en claimen dat het maken van instrumentale muziek geen doel op zich is.

## Leden
In juni 2012 maakte de gitarist en mede-oprichter van de band Laurent Schroeder-Lebec bekend dat hij de band zou verlaten. Schroeder-Lebec toerde al twee jaar niet meer mee met de band. De gitarist Dallas Thomas van The Swan King speelde gedurende die twee jaar live mee met de band. Vanaf juni 2012 is hij volledig lid van de band.

### Huidige leden
- Trevor de Brauw (2001-heden) - gitaar
- Bryan Herweg (2001-heden) - basgitaar
- Larry Herweg (2001-heden) - drums
- Dallas Thomas (2012-heden) - gitaar

### Voormalige leden
- Laurent Schroeder-Lebec (2001-2012) - gitaar

## Discografie

### Albums
- Australasia (2003)
- The Fire in Our Throats Will Beckon the Thaw (2005)
- City of Echoes (2007)
- What We All Come to Need (2009)
- Forever Becoming (2013)

### Ep's
- Pelican (2001)
- March into the Sea (2005)
- Pink Mammoth (2007)
- Ephemeral (2009)

### Splitalbums
- Pelican / Scissorfight / The Austerity Program (2003)
- Pelican / Playing Enemy (2005)
- Pelican / Mono (2005)
- These Arms Are Snakes / Pelican (2008)
- Young Widows / Pelican (2009)

### Livealbums
- Arktika (Live From Russia) (2014)
- Live At Dunk!Fest 2016 (May 6th 2016 Zottegem, Belgium) (2016)

### Dvd's
- Live in Chicago 06/11/03 (2005)
- After the Ceiling Cracked (Live in London) (2008)